# Die Besucher (1989)
Die Besucher (Originaltitel: Communion) ist ein US-amerikanischer Science-Fiction-Film von Philippe Mora aus dem Jahr 1989. Das Drehbuch verfasste Whitley Strieber nach seinem Roman Die Besucher. Eine wahre Geschichte (orig. Communion. A True Story), in dem er über seinen angeblichen Kontakt mit Vertretern der außerirdischen Spezies „Greys“ berichtet. Der Film wurde vom 20. Juni bis zum 15. August 1988 in Kalifornien gedreht. Produziert wurde er von Allied Vision, Pheasantry Films und The Picture Property Company. Bei einem Budget von 5 Millionen US-Dollar (Schätzung) spielte er in den US-Kinos ca. 1,9 Millionen Dollar ein. Der Film kam nicht in die deutschen Kinos und wurde ab Januar 1991 auf VHS vermarktet.

## Handlung
New York City im Jahr 1985: Autor Whitley Strieber lebt mit seiner Frau und seinem Kind in Manhattan und scheint erfolgreich zu sein, doch er wird nachts durch paranoide Träume geweckt. Er träumt, dass jemand anderes im Raum ist.
Bei einer Reise mit seiner Familie zu einer Hütte im Wald wird in der ersten Nacht der Einbruchalarm ausgelöst und Strieber sieht ein Gesicht vor der Tür. Er schaltet das Licht an, weckt dabei aber seinen Sohn und zwei weitere Freunde der Familie, seine Frau schläft aber weiter.
Aufgrund dessen gehen sie zurück nach New York City und das Leben verläuft normal. Strieber findet jedoch, dass seine Arbeit und Privatleben durch die wiederkehrenden Albträume und Visionen von fremdartigen Wesen, Aliens, blauen Ärzten und Käfern befallen ist. Dies stört seinen Sohn und belastet seine Ehe.
Nach einem Zwischenfall in ihrem Haus, in dem Strieber so überzeugt ist, dass Außerirdische in der Wohnung sind, nimmt er seine Waffe und schießt fast auf seine Frau. Er macht eine Therapie.
Bei der Therapie wird bestätigt, dass er möglicherweise von unbekannten Wesen entführt worden ist und an ihm Versuche durchgeführt wurden. Er macht eine Gruppentherapie.
Schließlich erkennt er, dass er sich seinen Visionen stellen muss, ob sie echt sind oder nicht, und kehrt in die Hütte zurück, wo die meisten Vorfälle aufgetreten sind. Er interagiert mit den fremden Wesen und erkennt, dass er mit ihnen sein ganzes Leben in Kontakt gewesen ist und dass es von seinem Vater übertragen wurde, der es wiederum an seinen Sohn übergeben hat.
Strieber akzeptiert den Alien-Teil seines Lebens.

## Rezeption
Der Film erntete gemischte Kritiken, der US-amerikanische Aggregator Rotten Tomatoes erfasst 46 % wohlwollende Kritiken. Joel Carlson war 1990 für den Young Artist Award nominiert.
Hal Hinson schrieb in der Washington Post vom 11. November 1989, die Darstellung von Christopher Walken sei „unwiderstehlich“ („irresistible“). Wegen seiner Beteiligung würden die Außerirdischen nur „geringfügig eigenartiger“ („only slightly more peculiar“) wirken als die Menschen.
Für das Lexikon des internationalen Films ist der Film ein „mitfühlender, gewaltfreier Science-Fiction-Film“, der „fesselnd“ unterhalte und „ausgezeichnete Spezialeffekte“ biete.
Prisma lobt: „"Die Besucher" ist fesselnd inszeniert und die ausgezeichneten Spezialeffekte können sich ebenfalls sehen lassen.“
Auch Cinema hebt die „fesselnde Story und originelle Effekte“ hervor.